# Du Zhenjun
Du Zhenjun, né le 12 mars 1961 à Shanghai, est un artiste contemporain chinois vivant en France.

## Biographie
Diplômé de l'Institut des arts et métiers de Shanghai (1978), puis de l'École des beaux arts de l'Université de Shanghai (1986), il y enseigne jusqu'en 1991. 
En 1999, il obtient un master en «espaces numériques» à l'École régionale des beaux-arts de Rennes.

## Œuvres
Du est surtout connu pour ses installations interactives contemporaines, comportant des capteurs qui permettent de créer des rencontres entre les spectateurs et des personnages virtuels (Présomption, 2000; La tour de Babel, 2003). 
Il est aussi l'auteur d'une série de photographies sur le thème de la tour de Babel.
Il a réalisé l'affiche 2015 du tournoi de Roland-Garros éditée par la Galerie Lelong,.

## Expositions
Depuis 1992, il a exposé en solo en France, au Japon, en Chine et en Allemagne. 
Il a aussi participé à des expositions collectives en France, en Allemagne, au Maroc, au Japon, en Afrique du Sud, en Hongrie, en Belgique, au Brésil, en Italie et en Espagne.

## Prix
Il a reçu le prix de l'installation interactive du Festival international des arts multimédias de Belfort pour Présomption.